# Муниципальная библиотека Миранда-ду-Дору
Муниципальная библиотека Миранда-ду-Дору (порт. Biblioteca Municipal de Miranda do Douro, мирандск. Bibloteca Munecipal de Miranda de l Douro) — публичная библиотека в Португалии, расположенная в городе Миранда-ду-Дору округа Браганса.

## История
Здание, в котором в настоящее время располагается муниципальная библиотека Миранда-ду-Дору, было построено в эпоху правления короля Жуана V, в 1718—1728 годах, в стиле барокко. Первоначально оно являлось церковью и принадлежало монастырю ордена тринитариев. В 1758 году церковь была перестроена.
Архитектура здания типична для португальских барочных церквей. Фасад характеризуется арочным порталом, окружённым двумя колоннами коринфского ордера на гранитных базах. Портал увенчан окном и двумя нишами.
В 1998—1999 году здание бывшей церкви было перестроено для создания в нём библиотеки Реконструкция велась по проекту архитекторов Карлуша Гимарайнша и Луиша Соареша Карнейру.

## Современное состояние
Муниципальная библиотека Миранда-ду-Дору была открыта 10 июля 2003 года и носит имя священника, этнографа  и археолога Антониу Марии Моуринью (1917—1996), родившегося в Сендине (муниципалитет Миранда-ду-Дору). Директором библиотеки является Элизабете Прету. В библиотеке проводятся разнообразные мероприятия: встречи с писателями, конференции, выставки, концерты, театральные представления.
В декабре 2022 года библиотека была закрыта для посетителей из-за аварийного состояния электросети. Первоначально открытие после ремонта было запланировано на 10 июля, в День города, но ремонт не был закончен в срок. Открытие библиотеки состоялось в октябре 2023 года.